# História de Santos
A história de Santos ocorre paralelamente à história do Brasil, ao longo de aproximadamente 479 anos de sua existência contra os mais de quinhentos anos do país.

## Período colonial

### Antecedentes
Verificam-se relatos a respeito da Ilha de São Vicente apenas dois anos após a descoberta do Brasil, em 1502, quando uma expedição portuguesa comandada por Gaspar de Lemos chegou à ilha em 22 de janeiro de 1502, dando-lhe o nome de São Vicente. Até então, o local era conhecido pelos nativos como Ilha de Gohayó ou Ingaguaçu. A região de São Vicente era alvo de muitas expedições geográficas e comerciais, onde portugueses e espanhóis procuravam metais e pedras preciosas, extraíam pau-brasil e se lançavam no comércio de escravos e animais silvestres. A maioria das expedições abandonou degredados, desertores e náufragos em território brasileiro. Durante os 32 anos entre a viagem de Cabral e a fundação da Capitania de São Vicente, muitos desses homens se estabeleceram no território e moldaram um povoado próprio. O povoado fazia parte da área controlada por Cosme Fernandes, conhecido como Bacharel de Cananéia. Ao chegar na ilha, Martim Afonso expulsou Cosme Fernandes das terras e ocupou o povoado de São Vicente. Logo em seguida, concedeu o foral de vila oficial ao local e distribuiu sesmarias por toda a região, incluindo um local conhecido como Enguaguaçu, localizado a nordeste da ilha, onde se encontravam terras adequadas ao plantio. Aí se estabelecem colonizadores portugueses, tais como Luís de Góis (e sua esposa Catarina de Andrade), Domingos Pires, Pascoal Fernandes, Francisco Pinto, Rui Pinto e os irmãos José e Francisco Adorno, que construíram um engenho perto do atual Morro de São Bento. A vida do novo povoado, entre 1530 e 1543, passou a girar em torno do engenho e do plantio. 

### Fundação

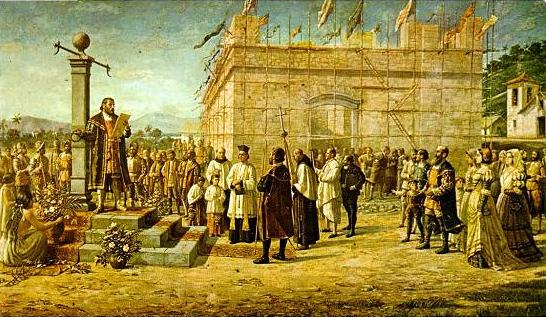
Fundação de Santos, por Benedito Calixto.

Em 1543, com o término da construção de uma capela num outeiro em homenagem a Santa Catarina por Luís de Góis, Brás Cubas conseguiu a transferência do Porto para o sítio do Enguaguaçu, que era mais seguro e o apoio do povoado era necessário para as embarcações que aportavam e para o fornecimento das mercadorias a exportar. O fidalgo português também levou a cabo a instalação de um hospital, nos moldes da Santa Casa de Lisboa, acelerando o desenvolvimento do local. O hospital foi denominado Santa Casa de Misericórdia de Todos os Santos, e é o primeiro hospital das Américas. O novo povoado de Enguaguaçu passou então a ser conhecido como o povoado de Todos os Santos. Uma outra hipótese sobre o nome Santos viria do porto de Santos que havia em Lisboa, semelhante ao local do novo povoado. Daí, então a região próxima ao Outeiro era conhecida como "Vila do Porto de Santos", e depois, apenas "Santos".
Dessa forma, o povoado cresce em importância: é elevado à condição de vila por Brás Cubas em 1546, vivendo os seus primeiros anos de ocupação por imigrantes portugueses e espanhóis. A capela de Santa Catarina se tornou a Igreja Matriz da vila. Ainda hoje comenta-se o fato de Santos ser uma das poucas cidades que conhece exatamente o seu local de nascimento: o Outeiro de Santa Catarina, que ainda existe hoje.
| “ | Atribui-se a fundação de Santos a Brás Cubas, sertanista português que, em 1536, recebeu a mais vasta sesmaria do litoral da Capitania de São Vicente. Em 1543, Brás Cubas instalou às margens da baía a Casa de Misericórdia de Todos os Santos para abrigar doentes dos navios que chegavam da metrópole. O povoado, com nome simplificado de Santos foi elevado à categoria de vila em 1545. | ” |

### Desenvolvimento
A segunda metade do século XVI foi significativa para Santos: criaram-se a Alfândega de Santos em 1550 — o mesmo ano da chegada dos padres jesuítas para a catequização dos índios tupis que ali moravam em núcleo, o arsenal de defesa em 1552, e instalou-se a ordem dos carmelitas em 1589. Mas também foi uma época em que Santos sofreu com a invasão e com os saques dos corsários, por ser um porto relativamente próspero.
O saque do pirata Thomas Cavendish, em 1591, deu origem em Santos à lenda do milagre de Nossa Senhora do Monte Serrat, padroeira da cidade. Conta a lenda que a população santista se refugiou num dos morros da cidade, o morro de São Jerônimo, para escapar aos piratas. Neste morro havia uma capela à qual um fidalgo espanhol trouxera uma imagem de Nossa Senhora de Montserrat (daí o nome dado ao morro, Monte Serrat). A população orava na capela de Montserrat quando os piratas começaram a subir para atacá-los e um deslizamento de terra, atribuído à Santa, os fez fugir. Desde então Nossa Senhora do Monte Serrat é celebrada como padroeira da cidade, e seu dia é comemorado no dia 8 de setembro. Cavendish também destruiu o Outeiro de Santa Catarina e o Engenho dos Erasmos, sendo um dos responsáveis pelo declínio da incipiente economia canavieira da Capitania de São Vicente.
No século XVII, seguindo uma tendência de toda a Capitania de São Vicente, a vila de Santos entra em um longo e lento processo de estagnação e posterior decadência. Muitos habitantes da vila, na tentativa de buscar uma atividade econômica, se juntavam aos habitantes da vila de São Paulo de Piratininga e partiam nas expedições conhecidas como bandeiras.
No fim do século XVIII, a vila retoma o desenvolvimento e sua população começa a crescer. A construção da Calçada do Lorena - estrada de ligação de Santos com São Paulo, o desenvolvimento na infra-estrutura (iluminação pública, melhoramentos no porto) e a posterior abertura dos portos brasileiros com a vinda da família real portuguesa reativaram o dinamismo econômico da vila.
Cabe destacar que vários episódios relacionados à independência do Brasil ocorreram em Santos, tais como a rebelião militar dos Quartéis de Santos liderada de Chaguinhas contra a tentativa das Cortes Constitucionais de Lisboa de fazer retroceder o Brasil à condição de colônia, e a passagem de D. Pedro I por Santos justo antes do célebre Grito da Independência. Aliás, note-se que o imperador nunca escondeu sua simpatia pela região, chegando a conferir à sua amante o título de Marquesa de Santos.

### Elevação à categoria de cidade

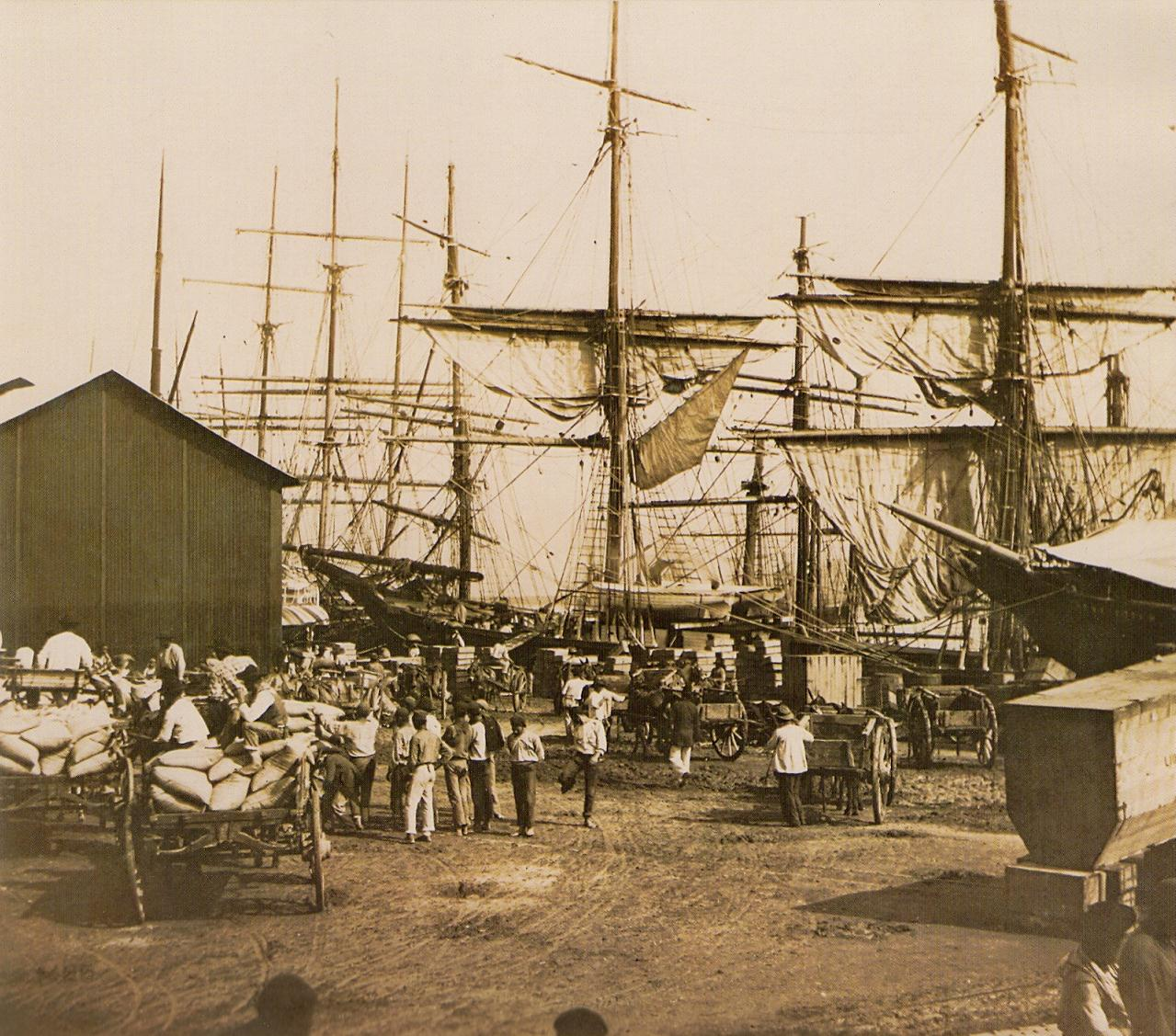
Café sendo embarcado no porto de Santos em 1880, por Marc Ferrez.

Santos foi elevada à categoria de cidade em 26 de janeiro de 1839 quando a Assembleia Provincial (que hoje equivale a Assembleia Legislativa Estadual) resolveu aprovar uma Lei que elevou a Vila de Santos à condição de Cidade, assinada por Venâncio José Lisboa, presidente da Assembleia. Logo, comemora-se a cada dia 26 de janeiro o aniversário da cidade - não apenas o de sua elevação à categoria de Cidade, mas também o da sua fundação por Brás Cubas.
Abaixo segue transcrita a lei de elevação. Era curiosa a metodologia da escrita na forma de fazer e sancionar as leis na época: existia um cabeçalho realmente grande, além do fato de a Lei ser específica (e não como ocorre atualmente, com nuances):
"O Dr. Venâncio José Lisboa, presidente da Província de São Paulo (Nota: Esse cargo equivale ao atual Governador), etc. Faço saber a todos os seu habitantes que a Assembleia Legislativa Provincial decretou e eu sancionei, a lei seguinte:
Artigo único – Fica elevada à categoria de Cidade de Santos, a Villa do mesmo nome, pátria do conselheiro José Bonifácio de Andrada e Silva, revogadas para isso as disposições em contrário (Nota: Já existia o hábito de escrever "Revoga-se …", pois é mais fácil do que pesquisar o intrincado arquivo legislativo adotado até essa época). Mando, portanto a todas as autoridades a quem o conhecimento e execução da referida lei pertencer, que a cumpram e façam cumprir tão inteiramente como nella se contém. O Secretário desta Província a faça imprimir, publicar e correr. Dada no Palácio do Governo de São Paulo, aos 26 dias do mês de janeiro de 1.839. (a) Venâncio José Lisboa".

### Economia do café

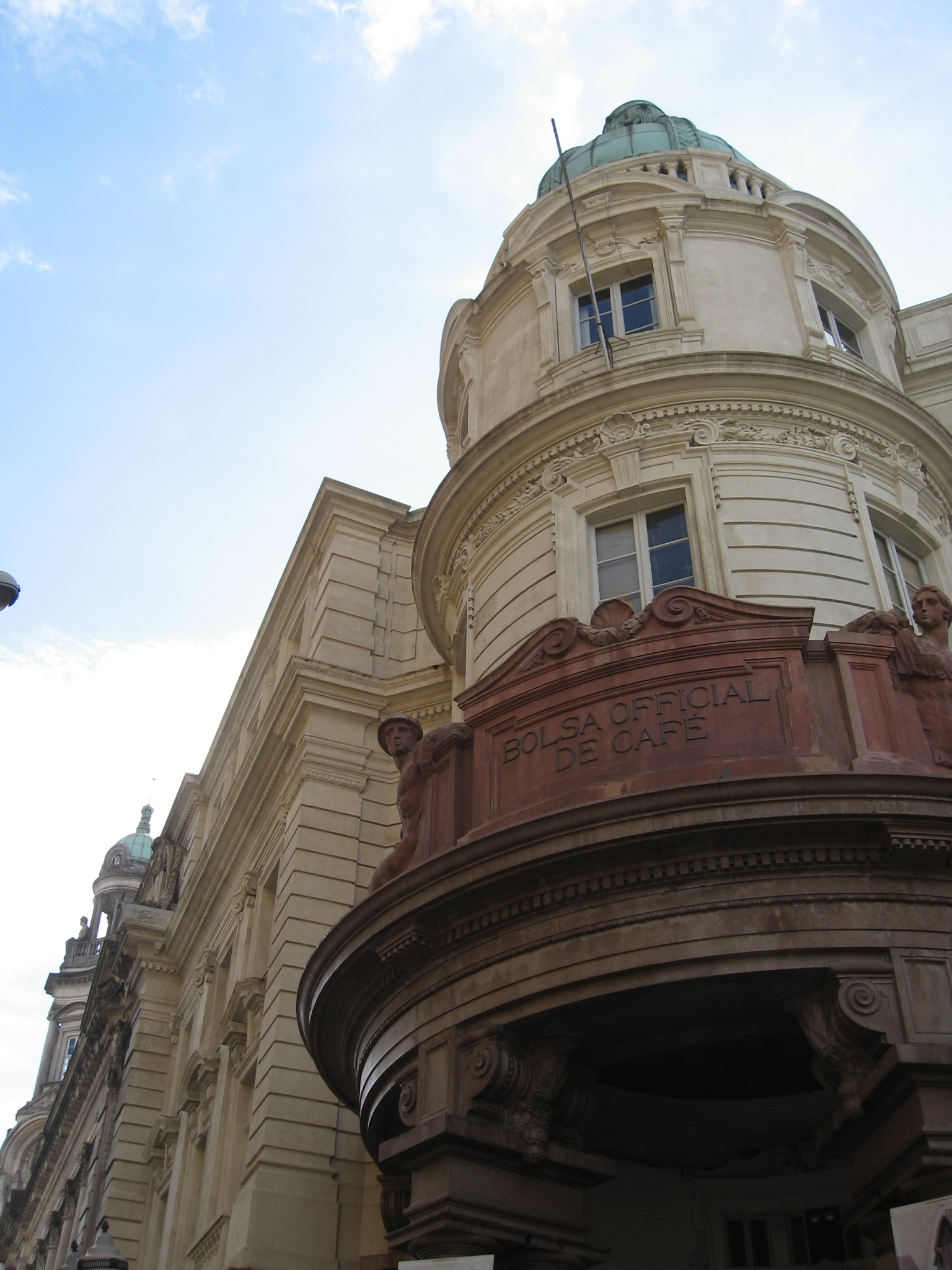
Bolsa do Café em Santos.

A economia do café no Brasil representou um impulso sem precedentes de crescimento para Santos. A inauguração da ferrovia São Paulo Railway ligando Santos às lavouras cafeeiras de Jundiaí em 1867 foi uma fonte de progresso inestimável, principalmente para o porto. A cidade aumentou sua população sobremaneira, ocupando toda a área entre o porto e o Monte Serrat, e as áreas conhecidas como Paquetá e Macuco. A cidade também fervilhava de ideias: foi um dos centros do movimento abolicionista, com a figura de Quintino de Lacerda e seu famoso quilombo no bairro do Jabaquara. O Teatro Guarany, primeiro grande teatro da cidade e palco de manifestações pela abolição, foi inaugurado em 1888.
Com a abolição da escravatura e a vinda de mão-de-obra italiana para substituir o trabalho dos negros, na agricultura, Santos se caracterizou como a porta de entrada do Brasil para os esperançosos imigrantes italianos e japoneses. Muitos deles acabaram se fixando na própria cidade ao invés de seguirem o destino até então traçado para eles.
O aumento populacional também acarretou problemas: uma grande epidemia de febre amarela em 1889 dizimou setecentas pessoas. Santos sofria constantemente com as doenças, com os alagamentos. A falta de saneamento básico era um problema, as doenças e os cortiços também. O Porto de Santos era temido, considerado o "porto da morte". Para sanar tais problemas, duas obras foram fundamentais: o Porto Organizado, inaugurado em 1892 pelos empresários Cândido Gaffrée e Eduardo Guinle, e o Saneamento de Santos, que é o responsável pelo fim definitivo das doenças e pela salubridade de Santos. A genialidade do projeto do engenheiro Saturnino de Brito teve o triplo mérito de drenar as planícies alagadas com os canais de drenagem - hoje marcos da paisagem urbana santista - de preservar a memória histórica do Centro e de ordenar a ocupação urbana da Ilha de São Vicente com um plano de ruas.

## Século XX

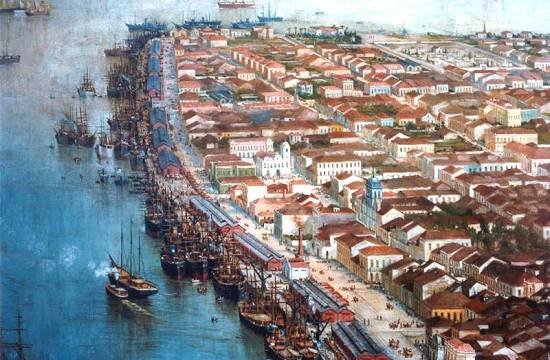
Santos em 1910, por Benedito Calixto.

### Movimento operário
No final do século XIX Santos teve um papel importante na formação do movimento operário brasileiro, resultado das transformações advindas da dinamização das atividades portuárias, da vinda de imigrantes, do processo de urbanização e do saneamento da cidade. O médico abolicionista e republicano Silvério Fontes lançou, em 1892, o primeiro jornal socialista do Brasil, chamado "A Ação Social". Em 1895, ao lado de Sóter de Araújo e Carlos de Escobar, também fundou o Centro Socialista. Em 1877, os carregadores de café organizaram uma das primeiras greves operárias do país, onde exigiam aumento de salário. A primeira paralisação geral em âmbito local no país, ocorrida em 1891, foi de grande importância para a experiência da formação da classe operária santista.
Em 1904, um grupo de trabalhadores da construção civil fundou a Sociedade Primeiro de Maio. Naquele mesmo ano, outro grupo constituido majoritariamente por trabalhadores em café organizou a Sociedade Internacional União dos Operários. Ao contrário da Primeiro de Maio, a Internacional tinha por objetivo agrupar todos os trabalhadores de Santos e não apenas uma categoria profissional. O ano de 1906 foi marcante para o movimento operário no Brasil devido às greves ocorridas nas principais cidades do país e à realização do Primeiro Congresso Operário, no Rio de Janeiro, quando foi fundada a Confederação Operária Brasileira (COB). Em Santos, a luta pela jornada de oito horas de trabalho (resolução do Congresso) teve início em 1907. As greves começaram pelos operários da construção acompanhados pelos trabalhadores da Companhia Docas de Santos. Em julho de 1907, foi criada a Federação Operária Local de Santos (FOLS), que reunia vários sindicatos da cidade. Em 1909, o anarcossindicalismo conquistou todos os grupos de operários organizados, unidos sob a liderança da FOLS.
O governo Hermes da Fonseca buscou enfraquecer o movimento sindical aplicando a lei de estrangeiros de 1907 para expulsar ativistas imigrantes, mas os trabalhadores responderam com vários protestos. Em 1917, ocorreu na cidade de São Paulo a Greve geral de 1917, considerada como um marco no movimento operário. Em Santos era planejada a adesão à greve em solidariedade aos trabalhadores da capital, no entanto somente algumas categorias paralisaram suas atividades. Diante da repressão e expulsão de estrangeiros, os trabalhadores entraram enfraquecidos na década de 20. O anarquismo estava em declínio, enquanto o jovem Partido Comunista Brasileiro, fundado em 1922, encontrava dificuldades para agir devido à vigilância policial e à desmobilização dos trabalhadores. Foi neste período em que surgiram os "sindicatos amarelos", que defendiam uma ação operária reformista e legalista em contraste ao sindicalismo revolucionário e a prática da ação direta. As organizações dos carroceiros, trabalhadores em café, portuários e estivadores que aderiram ao sindicalismo amarelo formaram as bases do sindicalismo oficial implementado pela Revolução de 1930, que buscava atrelar os sindicatos ao Estado.

### Era Vargas
Em 1934 e 1935, sob a liderança dos comunistas, eclodiram greves e movimentos com projetos alternativos à estrutura sindical oficial. No entanto, a repressão ao Levante Comunista de 1935, a ditadura estado-novista implantada por Getúlio Vargas em 1937 e a Segunda Guerra Mundial desferiram um duro golpe no movimento operário. Já no movimento estudantil, a cidade foi palco da fundação do Centro dos Estudantes de Santos, a primeira entidade geral de representação estudantil do país.
Com o fim da guerra e do Estado Novo, o sindicalismo santista emergiu novamente. Um dos momentos mais conhecidos de sua história foi o boicote aos navios espanhóis, em 1946, deflagrado pelos estivadores como um movimento de solidariedade internacional contra a ditadura franquista na Espanha. Durante quatro meses, os portuários se recusaram a operar em navios que transportassem mercadorias da Espanha.

### Ditadura militar
Entre 1945 e 1964, o movimento sindical santista sofreu forte influência de comunistas e trabalhistas (militantes ligados ao Partido Trabalhista Brasileiro), ambos responsáveis pela criação, em 1956, do Fórum Sindical de Debates, que reunia todos os sindicatos da cidade. Até 1964, o Fórum foi o principal núcleo articulador do movimento operário local, liderando greves e movimentos em defesa de radicais reformas sociais. Foi nesse contexto que os trabalhadores de Santos exerceram grande influência em nível nacional, destacando-se a greve geral em solidariedade aos enfermeiros da Santa Casa, em setembro de 1963. No entanto este cenário muda drasticamente após o golpe de Estado no Brasil em 1964. Em 24 de abril daquele ano, os agentes da ditadura militar brasileira transformaram o navio Raul Soares em uma prisão e o trouxeram ao Porto para servir de espaço para repressão e torturas. Em 1969, o então deputado estadual Esmeraldo Tarquínio, prefeito eleito, teve seus direitos políticos cassados. A cidade passou a ser governada por um general interventor e, sucessivamente, por três prefeitos nomeados. O processo eleitoral só ganhou expressão a partir de 1984, com a posse de Oswaldo Justo como prefeito, encerrando um período de 15 anos de intervenção política.

### Redemocratização
Com a abertura política, a cidade voltou a se envolver com importantes causas nacionais. Participou ativamente na campanha Diretas Já e foi pioneira na luta do movimento antimanicomial e na reforma psiquiátrica no Brasil com a intervenção na Casa de Saúde Anchieta, sendo uma das primeiras cidades a substituir os manicômios por uma rede de serviços territoriais, posteriormente chamados de Centros de Atenção Psicossocial (CAPS).

## Atualidade

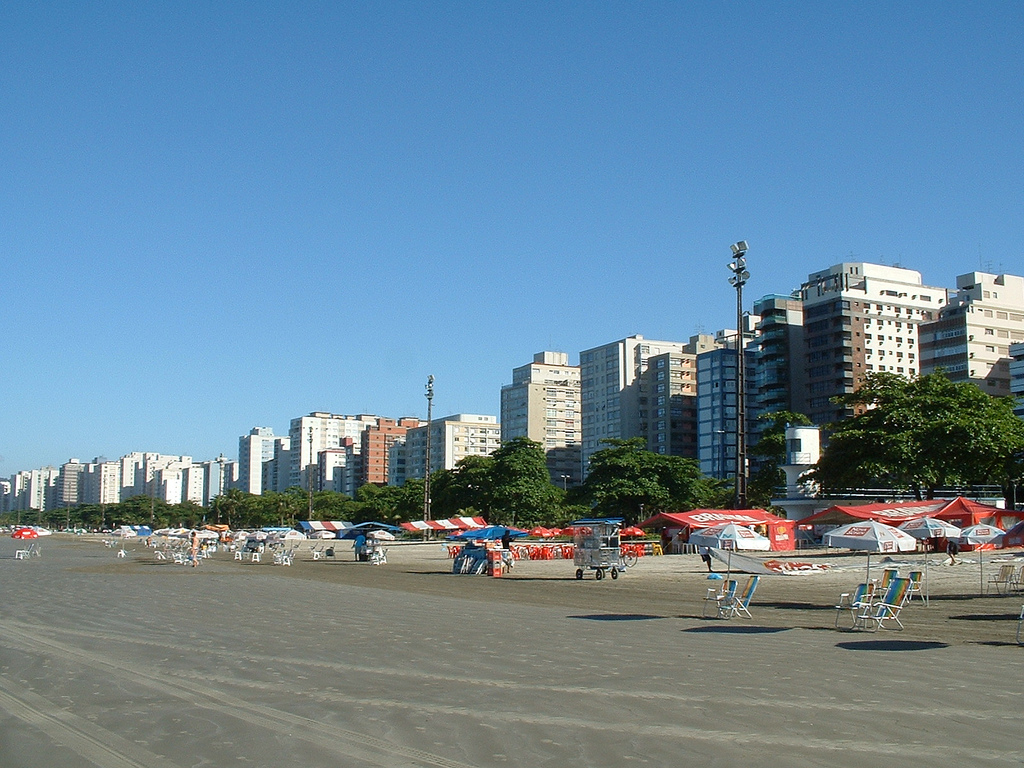
Praia de Santos.

Durante a década de 1990, como resultado de um processo vindo já dos década de 1980, Santos enfrentou uma crise no turismo devido à piora na balneabilidade das suas praias. A cidade passou a recuperar-se a partir do início da década de 1990, em um trabalho de reversão da imagem negativa adquirida ao longo da década de 1970.
O comércio cresceu na cidade, e surgiram casas noturnas, agências de recepção turística, hotéis e flats. Em 1991, a Bienal de Artes Plásticas de Santos, interrompida por dezoito anos, voltou a ser realizada, no intuito de recuperar a identidade cultural do município. A partir de 1993, a prefeitura passou a investir no turismo, com revitalizações paisagísticas e construções de ciclovias na cidade. Deste modo, Santos foi considerada a cidade mais visitada por turistas estrangeiros no litoral paulista.
A partir de 1999 ocorreram projetos de revitalização da área central da cidade, reconhecida como Centro Histórico. Foram oferecidos incentivos fiscais às empresas em troca de restaurações de prédios depredados, o que melhorou consideravelmente seu aspecto e trouxe empresas para a região. Programações culturais e artísticas atraíram restaurantes e clubes, como a reativação do Teatro Coliseu Santista e a implantação do Bonde Turístico.